# Keegan-Michael Key
Keegan-Michael Key, né le 22 mars 1971 à Southfield (Michigan), est un acteur, humoriste, scénariste et producteur américain.
Il écrit et joue dans la série télévisée humoristique à sketchs Key & Peele de Comedy Central avec Jordan Peele. Il a participé durant six saisons comme membre de MADtv et a joué dans la série Playing House de USA Network. Il a aussi joué dans la première saison de la série télévisée Fargo de FX et dans la dernière saison de Parks and Recreation de NBC. Il prête également régulièrement sa voix à des films et séries d'animation.

## Biographie
Key est né le 22 mars 1971 à Southfield dans le Michigan et a grandi à Détroit. Né métis, il est adopté par un père noir et une mère blanche, et grandit dans un environnement marqué par la ségrégation et le white flight, souvent rejeté par ses camarades lorsqu’ils apprennent que sa mère est blanche.
Il va à la Shrine Catholic High School à Royal Oak (Michigan) où il joue le rôle principal dans la comédie musicale Godspell. Il fait des études à l’université de Detroit Mercy où il joue dans la University of Detroit Mercy Theatre Company et est diplômé en 1993. En 1996, Key obtient son master of fine arts en théâtre à l’université d’État de Pennsylvanie. En 2016, pour le dernier discours de Barack Obama lors du dîner des correspondants, il joue le « traducteur en colère » dans un sketch humoristique avec le président.

## Filmographie

### Cinéma

#### Films
- 1999 : Get the Hell Out of Hamtown  : J
- 2000 : Garage: A Rock Saga  : le manager de studio TV
- 2003 : Uncle Nino (en) : l'étranger à l'aéroport
- 2004 : Mr. 3000 : un reporter
- 2006 : Alleyball : Curt Braunschweib
- 2008 : Les Grands Frères : Duane
- 2010 : Date limite : le nouveau père
- 2011 : Le Mytho : Ernesto
- 2011 : Bucky Larson : Super star du X : l'homme au Guinness Museum
- 2012 : Peace, Love et plus si affinités : Marcy's Flunkie
- 2013 : Hell Baby (en) : F'resnel
- 2013 : Afternoon Delight  : Bo
- 2014 : Cops : Les Forces du désordre : Pupa
- 2014 : Comment tuer son boss 2 : Mike
- 2014 : Teacher of the Year : Ronald Douche
- 2015 : À la poursuite de demain : Hugo
- 2015 : Vive les vacances : Jack Peterson
- 2015 : Pitch Perfect 2 : le patron de Beca
- 2015 : Welcome to Happiness (en) : Proctor
- 2015 : Freaks of Nature : Mayhew P. Keller
- 2016 : Keanu : Clarence / Smoke Dresden
- 2016 : The Boyfriend : Pourquoi lui ? : Gustav
- 2016 : Place à l'impro (en) (Don't Think Twice) : Jack
- 2017 : Get Out : le prospect
- 2017 : Win It All : Gene
- 2017 : The Disaster Artist : lui-même
- 2018 : The Predator : Coyle
- 2019 : Le Roi Lion : Kamari (voix)
- 2019 : Dolemite Is My Name : Jerry Jones
- 2019 : Tous nos jours parfaits : Embry
- 2019 : Chaud devant ! (Playing with Fire) d'Andy Fickman : Mark Rogers
- 2020 : The Prom de Rob Marshall : M. Hawkins
- 2020 : Jingle Jangle : Un Noël enchanté de David E. Albert : Gustafson
- 2022 : La Bulle (The Bubble) de Judd Apatow : Sean Knox
- 2022 : Tic et Tac, les rangers du risque (Chip 'n Dale: Rescue Rangers) d'Akiva Schaffer
- 2022 : Pinocchio de Robert Zemeckis : Grand Coquin
- 2023 : Wonka de Paul King : le chef de la police
- 2024 : Dear Santa de Bobby Farrelly
- 2025 : Play Dirty de Shane Black

#### Films d'animation
- 2014 : La Grande Aventure Lego : Foreman Jim
- 2015 : Hôtel Transylvanie 2 : Murray, la momie
- 2016 : Cigognes et compagnie : Loup
- 2016 : Angry Birds, le film : le juge Peckinpah
- 2017 : L'Étoile de Noël : Dave la colombe
- 2018 : Hôtel Transylvanie 3 : Des vacances monstrueuses : Murray, la momie
- 2019 : Toy Story 4 : Ducky
- 2022 : Wendell and Wild de Henry Selick : Wendell
- 2023 : Super Mario Bros. le film : Toad
- 2024 : Transformers : Le Commencement de Josh Cooley : Bumblebee

#### Courts-métrages
- 2006 : Grounds Zero : Arch
- 2006 : « Weird Al » Yankovic: White & Nerdy : Gangsta
- 2007 Sucker for Shelley : Michael
- 2008 : Yoga Matt : Matt
- 2008 : Larry of Arabia : Dwayne
- 2010 : Welcome to the Jungle Gym : Mike McKenzie
- 2013 : Übermansion : le sergent Agony
- 2013 : Ghandi vs. Dr. Martin Luther King Jr. (épisode de Epic Rap Battles of History) : Ghandi
- 2013 : Michael Jordan vs. Muhammad Ali (épisode de Epic Rap Battles of History) : Michael Jordan

### Télévision

#### Séries télévisées

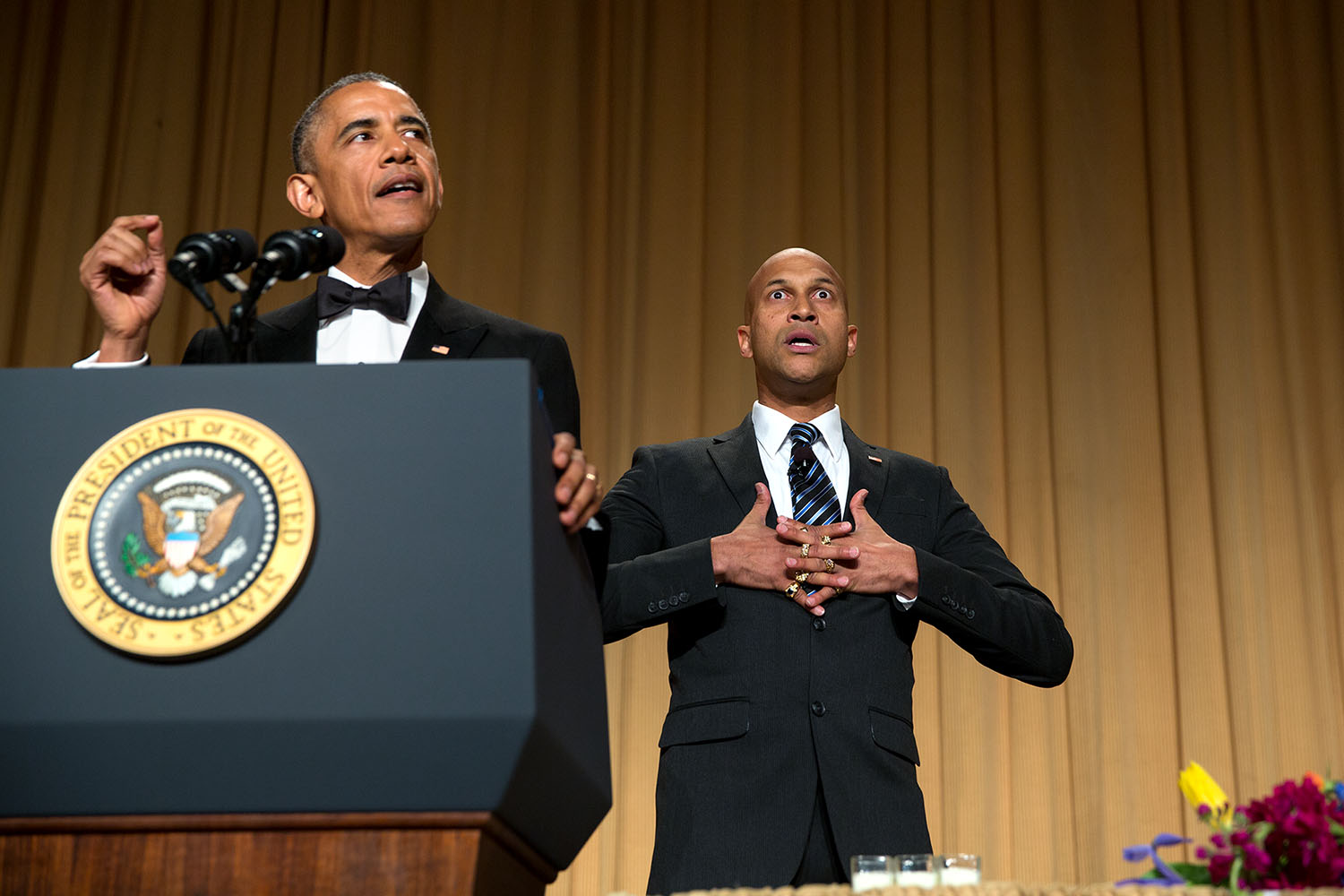
Comme dans un de ses sketchs, Keegan-Michael Key interprète comiquement les propos de Barack Obama président des États-Unis, lors du discours de ce dernier au dîner annuel de l'Association des correspondants de la Maison-Blanche à Washington (D.C.) en avril 2015.

- 2001 : Urgences : Witkowski
- 2004 : I'm with Her (en) : Orderly
- 2004-2009 : Mad TV : coach Hines / Barack Obama / divers autres personnages
- 2008 : Gaytown
- 2008 : Chocolate News (en) : Woodsy
- 2008-2009 : Reno 911, n'appelez pas ! : divers personnages
- 2009-2010 : La Nouvelle Vie de Gary : Curtis
- 2010 : Sons of Tucson : Eric
- 2010-2015 : Childrens Hospital : le capitaine Tripper / un agent de police
- 2011 : A Series of Unfortunate People : Ted
- 2011 : Love Bites : Drew
- 2011 : CollegeHumor Originals : Falcon
- 2011 : Wilfred : Dick Barbian
- 2011 : The League : Carmenjello
- 2012-2015 : Key & Peele : divers personnages
- 2013 : How I Met Your Mother : Calvin
- 2013 : Epic Rap Battles of History : Michael Jordan / Gandhi
- 2013 : Super Fun Night : Slade
- 2014 : Fargo : Bill Budge
- 2014 : The Middle : le révérend Deveaux
- 2014-2015 : Parks and Recreation : Joe
- 2014-2017 : Playing House (en) : Mark Rodriguez
- 2015 : Philadelphia : Grant Anderson
- 2015 : Ithamar Has Nothing to Say : l'agent du studio
- 2015 : The Hotwives : Ace
- 2015 : TripTank : le roi Lhoga
- 2015 : Everyone's Crazy But Us  : le père de Joziah
- 2015 : W/ Bob and David (en) : le premier policier
- 2015-2018 : SuperMansion : divers personnages
- 2016 : Modern Family : Tom Delaney
- 2016 : Angie Tribeca : Helmut Fesseuh-Biteuh
- 2016 : The Muppets : lui-même
- 2016 : House of Lies : Devin
- 2016 : Celebrity Conversations : lui-même
- 2016 : Pigeon Toady's Guide to Your New Baby : Alpha
- 2017 : Detroiters (en) : Smilin' Jack
- 2017 : The Tonight Show Starring Jimmy Fallon : George Springer / Mr. Fletcher
- 2017-2018 : Des amis d'université : Ethan Turner
- 2018 : Impulse : Michael Pearce
- 2018 : Conan : Black Panther
- 2019 : Dark Crystal : Le Temps de la résistance : le maître des rituels (voix)
- 2022 : The Pentaverate : Dr Hobart Clark
- 2022 : Reboot : Reed Sterling
- 2024 : Abbott Elementary : Superintendent Reynolds (2 épisodes)

#### Séries d'animation
- 2014-2015 : BoJack Horseman : Sebastian St. Clair
- 2014-2016 : Robot Chicken : Shredder / Dr. Hannibal Lecter / Maximus Decimus Meridius / voix additionnelles
- 2014-2017 : Bob's Burgers : voix additionnelles
- 2015 : Rick et Morty : l'être de la quatrième dimension
- 2016 : American Dad! : E-Money
- 2016 : Mack & Moxy : l'admirable Keegan
- 2016 : Bad Guys : le commandant Mantis
- 2016-2017 : Archer : Rim Shot / Floyd / Detective Rimshot / voix additionnelles
- 2017 : Les Simpson : Jazzy James
- 2017 : Son of Zorn : Grobos le Bon
- 2017 : Jeff & Some Aliens (en) : Sauce
- 2017 : Samouraï Jack : voix additionnelles
- 2019 : Les Œufs verts au jambon : le narrateur
- 2019 : Les Œufs verts au jambon : le narrateur

#### Téléfilms
- 2006 : Al TV : lui-même
- 2007 : Frangela : DeShawn

## Distinctions
| Année | Cérémonie          | Catégorie                               | Travail Récompensé | Résultat   |
| ----- | ------------------ | --------------------------------------- | ------------------ | ---------- |
| 2016  | Teen Choice Awards | Meilleur acteur dans un film de comédie | Keanu              | Nomination |

## Voix francophones
En France, Serge Faliu est la voix régulière de l'acteur. En parallèle, Daniel Njo Lobé l'a doublé à cinq reprises.
En France
| - Serge Faliu dans : - Vive les vacances - À la poursuite de demain - Freaks of Nature - The Boyfriend : Pourquoi lui ? - Win It All - Chaud devant ! - The Prom - En pleine nature avec Bear Grylls (voice-over) - Schmigadoon! (série télévisée) - La Bulle - Tic et Tac, les rangers du risque (voix) - Reboot (série télévisée) - Wonka - Abbott Elementary (série télévisée) - Elsbeth (série télévisée) - Dear Santa - Daniel Njo Lobé dans : - Parks and Recreation (série télévisée) - Hôtel Transylvanie 2 (voix) - Hôtel Transylvanie 3 : Des vacances monstrueuses (voix) - The Predator - Hôtel Transylvanie : Changements monstres (voix) | - Diouc Koma dans : - Fargo (série télévisée) - Le Roi lion (voix) - Jean-Baptiste Anoumon dans : - The Middle (série télévisée) - Place à l'impro Et aussi - Pascal Vilmen dans Bucky Larson : Super star du X - Rody Benghezala dans Comment tuer son boss 2 - Gilles Morvan dans Cigognes et compagnie (voix) - Eilias Changuel dans Dolemite Is My Name - Stéphane Pouplard dans Tous nos jours parfaits - Jamel Debbouze dans Toy Story 4 (voix) - Jean-Michel Vaubien dans Jingle Jangle : Un Noël enchanté - Lucien Jean-Baptiste dans The Pentaverate (mini-série) - Michel Lerousseau dans Pinocchio (voix) - Grégory Lerigab dans Wendell and Wild (voix) - Emmanuel Garijo dans Super Mario Bros. le film (voix) - Waly Dia dans Migration (voix) - Philippe Lacheau dans Transformers : Le Commencement (voix) |